# Dzień z życia blondynki
Dzień z życia blondynki (ang. Walk of Shame) – amerykański film komediowy z 2014 roku w reżyserii Stevena Brilla, wyprodukowany przez wytwórnię Focus World. Główne role w filmie zagrali Elizabeth Banks, James Marsden i Gillian Jacobs.
Premiera filmu odbyła się 2 maja 2014 w Stanach Zjednoczonych. Dziewięć miesięcy później, 6 lutego 2015, obraz trafił do kin na terenie Polski.

## Fabuła
Meghan Miles (Elizabeth Banks) marzy o pracy w wiadomościach. Dzień przed rozmową rekrutacyjną kobieta idzie z koleżankami na imprezę. Wypija zbyt dużo i budzi się w domu barmana. Meghan odkrywa, że jej auto zostało odholowane i ma coraz mniej czasu, aby postarać się o wymarzoną posadę.

## Obsada
- Elizabeth Banks jako Meghan Miles
- James Marsden jako Gordon
- Gillian Jacobs jako Rose
- Sarah Wright jako Denise
- Ethan Suplee jako policjant Dave
- Oliver Hudson jako Kyle
- Willie Garson jako Dan Karlin
- Bill Burr jako policjant Walter

## Odbiór

### Krytyka
Film Dzień z życia blondynki spotkał się z negatywną reakcją krytyków. W serwisie Rotten Tomatoes 12% z dwudziestu pięciu recenzji filmu jest pozytywna (średnia ocen wyniosła 3,7 na 10). Na portalu Metacritic średnia ocen z 13 recenzji wyniosła 25 punktów na 100.